# Fonadhoo
Ne pas confondre avec Fonaddoo, autre île des Maldives.
Fonadhoo (Dhivehi:  ފޮނަދޫ) est une île des Maldives, de la subdivision Laamu dont elle constitue la localité la plus importante avec 2 000 habitants. Ceux-ci sont répartis en 3 villages, Barasil (au nord), Medhuavah (au centre) et Kurigam (au sud). sur une superficie de seulement 1,68 km2, soit une densité de 1 190 hab./km2.
L'île est reliée à d'autres îles de l'atoll, dont Gan et Kadhdhoo, abritant un aéroport.
L'île se trouve à environ 257 km de la capitale Malé.